# Yên Dịch vương
Yên Dịch vương (chữ Hán: 燕易王; trị vì: 332 TCN-321 TCN), hay Yên Dịch công, là vị vua thứ 37 hoặc 38 của nước Yên thời Chiến Quốc trong lịch sử Trung Quốc.
Ông là con trai của Yên Hậu Văn công, vị vua thứ 37 của nước Yên. Năm 333 TCN, Hậu Văn công mất, Yên Dịch công lên kế vị.

## Xưng vương và hợp tung
Ngay sau khi Dịch công mới lên ngôi, Tề Tuyên vương nhân nước Yên chưa ổn định, đem quân chiếm 10 thành. Sau nhờ có Tô Tần sang Tề thuyết phục, Tề Tuyên vương mới trả thành cho Yên.
Từ khi lên ngôi đến trước năm 323 TCN, ông chỉ có tước công. Năm 323 TCN, theo kế sách liên hoành của Trương Nghi, Tần Huệ Văn vương liên minh với Tề Tuyên vương, Sở Hoài vương. Trước tình hình đó, tướng quốc nước Ngụy là Công Tôn Diễn kiến nghị Ngụy Huệ vương hội kiến với vua các nước Hàn, Triệu, Yên và Trung Sơn. Khi đó Hàn và Ngụy đã xưng vương, 3 nước Yên, Triệu và Trung Sơn chưa xưng vương. Tại cuộc hội kiến này, theo đề nghị của nước Ngụy, 3 nước Yên, Triệu và Trung Sơn chính thức xưng vương và được Hàn, Ngụy công nhận. Đó là sự kiện "5 nước cùng xưng vương" ("Ngũ quốc tương vương"), tiến hành hợp tung, thực hiện một mặt trận liên hợp để chống khối liên minh của Tần, Tề, Sở. Kể từ đó nước Yên cũng có tước vương như các chư hầu lớn.
Theo Sử ký, trong thời Yên Dịch vương, biện sĩ Tô Tần được trọng dụng ở nước Yên. Thái hậu nước Yên tư thông với Tô Tần. Yên Dịch vương biết chuyện nhưng không trị tội mà càng trọng đãi Tô Tần. Tuy nhiên Tô Tần vẫn sợ tội, xin sang nước Tề. Các sử gia hiện đại xác định rằng hoạt động của Tô Tần muộn hơn trong Sử ký nêu khoảng 40 năm, là đầu thế kỷ 3 TCN, thời Yên Chiêu vương.
Năm 321 TCN, Yên Dịch vương qua đời. Ông ở ngôi được 12 năm. Con ông là Cơ Khoái lên nối ngôi.